# Rue de Chabrol
La rue de Chabrol est une voie du 10e arrondissement de Paris, en France.

## Situation et accès
La rue de Chabrol est globalement orientée est-ouest. Elle commence au 85, boulevard de Magenta, au niveau du carrefour avec la rue du Faubourg-Saint-Denis et la rue du 8-Mai-1945, qu'elle prolonge, rencontre la cour de la Ferme-Saint-Lazare, la cité d'Hauteville, croise la rue d'Hauteville et se termine au 98, rue La Fayette.
Le quartier est desservi par la ligne 7 à la station Poissonnière à l’ouest et par les lignes 4, 5 et 7 à la station Gare de l'Est à l’est.

## Origine du nom

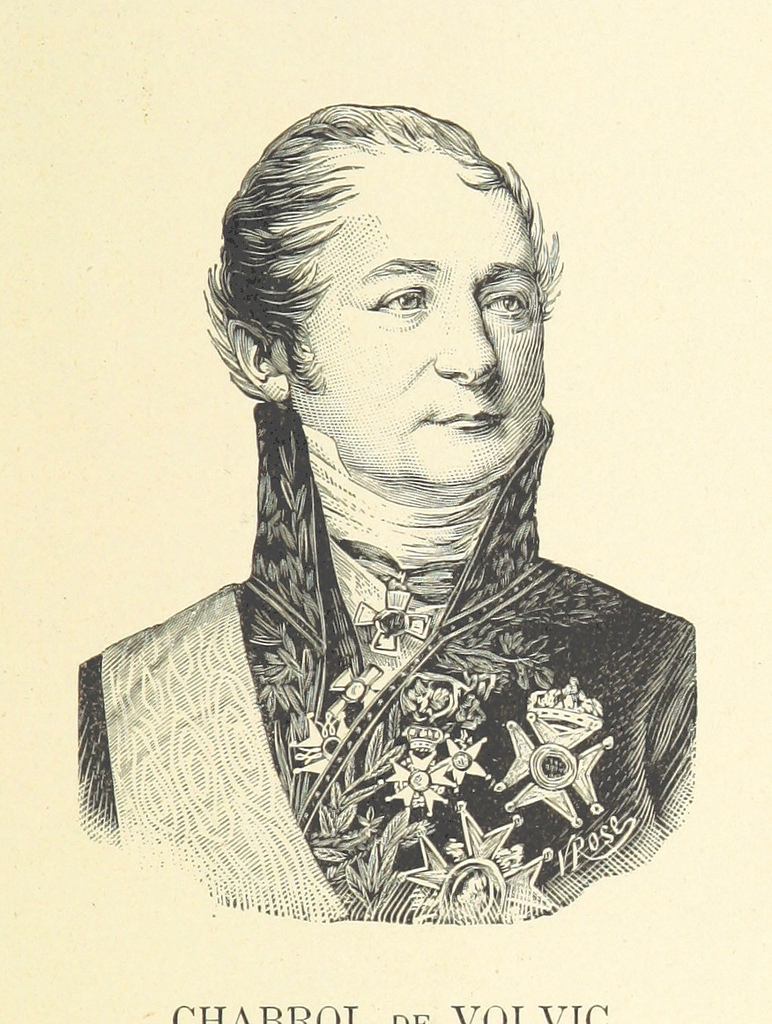
Gaspard de Chabrol.

Elle porte depuis 1835 le nom du comte Gilbert Gaspard de Chabrol de Volvic (1773-1843) qui fut préfet de la Seine de 1812 à 1830.

## Historique
Une ordonnance royale du 29 mai 1822 autorise le comte Charpentier, propriétaire de la partie méridionale des anciens jardins du clos Saint-Lazare, à ouvrir sur ses terrains une rue de 12 mètres de largeur pour communiquer de la rue du Faubourg-Poissonnière, vis-à-vis la rue de Bellefond, à la rue du Faubourg-Saint-Denis. Cette ordonnance ne porte que sur les 12 mètres auxquels la largeur de la rue est fixée, le comte Charpentier fournira 10 mètres sur toute la longueur de sa propriété qui lui sera payé à raison de 7 francs 86 centimes le mètre carré. Toutes les dépenses exigées par l'ouverture de la rue, telles que déblais, remblais, premier pavage, etc., devaient être supportées, savoir : cinq sixièmes par le comte Charpentier, et un sixième par la Ville de Paris.
Cette rue fut immédiatement tracée, et reçut, en vertu d'une décision ministérielle du 1er juillet 1822, le nom de « rue Chabrol ». Peu de temps après la révolution de 1830, les habitants du quartier donnèrent à cette voie publique le nom « rue de Laborde » en référence à Alexandre de Laborde, chargé provisoirement alors de la préfecture de la Seine. Le 12 août 1835, une décision ministérielle, signée Gasparin, lui a rend sa  dénomination « rue Chabrol ».
C'est sous son impulsion que les quartiers compris entre l'enceinte de Louis XIII (tracé des actuels Grands Boulevards) et le mur des Fermiers généraux se sont urbanisés dans la première moitié du XIXe siècle. Il considérait que la puissance publique, qu'il représentait comme préfet, devait encourager l'initiative privée en matière de promotion immobilière en s'y associant : « La réunion des efforts des particuliers avec ceux de l'administration ne peut que hâter le développement de bien des projets favorables de l'embellissement de la ville », écrit-il le 12 novembre 1829. L'actuel 10e arrondissement ayant été pour l'essentiel loti et bâti selon ce précepte, une rue du quartier rend hommage au préfet.

## Bâtiments remarquables et lieux de mémoire

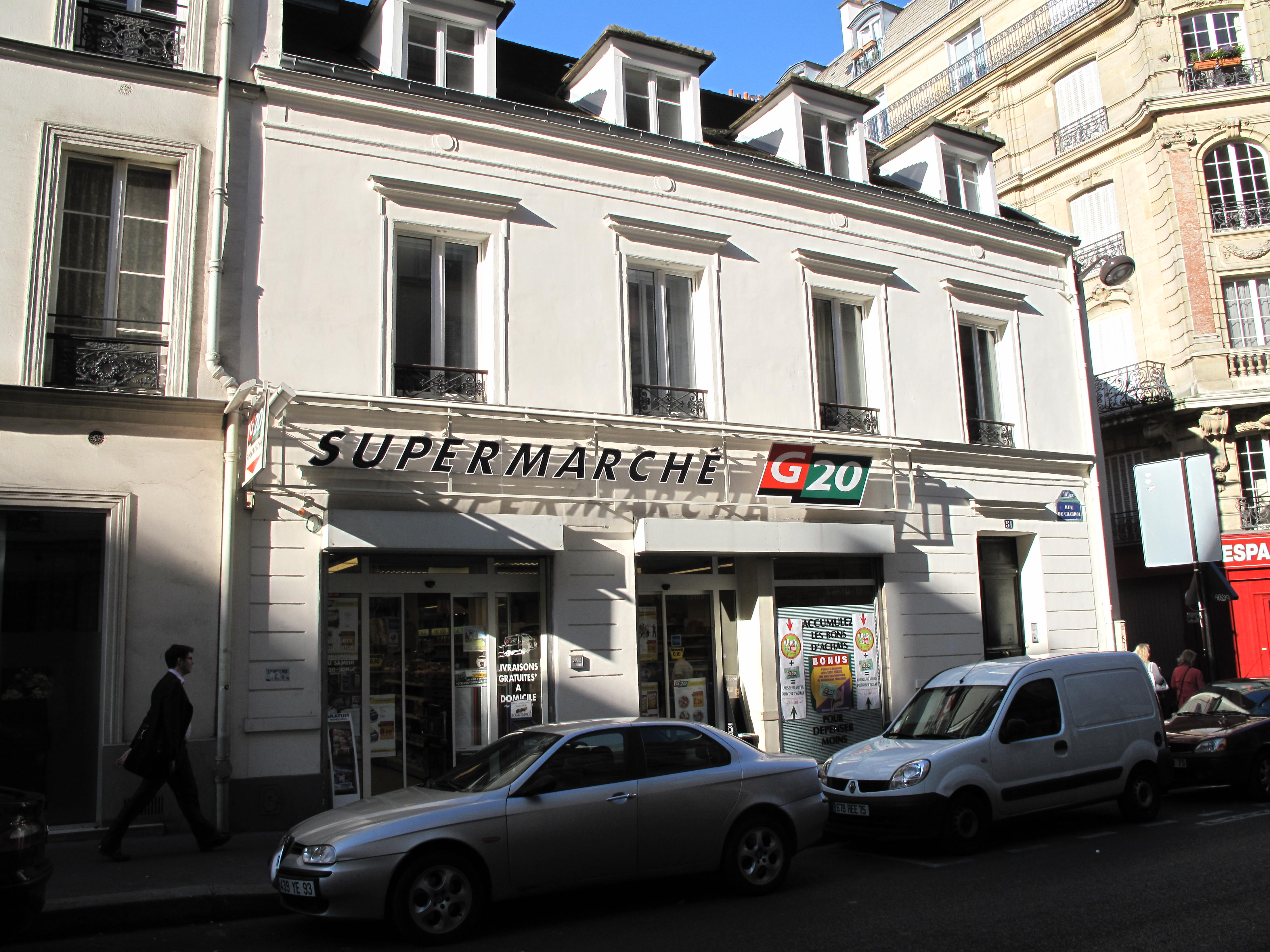
L'immeuble du « fort Chabrol » en 2009.

- C'est dans cette rue que se trouvait l'école municipale de dessin du 10e arrondissement de Paris, fondée par les frères Dupuis en 1836 et dirigée par le sculpteur Justin-Marie Lequien jusqu'en 1878, qui eut Georges Seurat parmi ses élèves les plus célèbres.
- No 2 : marché Saint-Quentin depuis 1854.
- No 10 : siège de l'Association pour le droit de mourir dans la dignité.
- No 14 : domicile de l'artiste peintre provençal Eugène de Barberiis (1851-1937) en 1885[4] et du peintre belge Henri Huklenbrok.
- No 18 : domicile du peintre et enseignant Louis Hista (1851-1934), du peintre Victor Pierre Ménard (1857-1938) et du peintre polonais Albert Taljański (1854-1946).

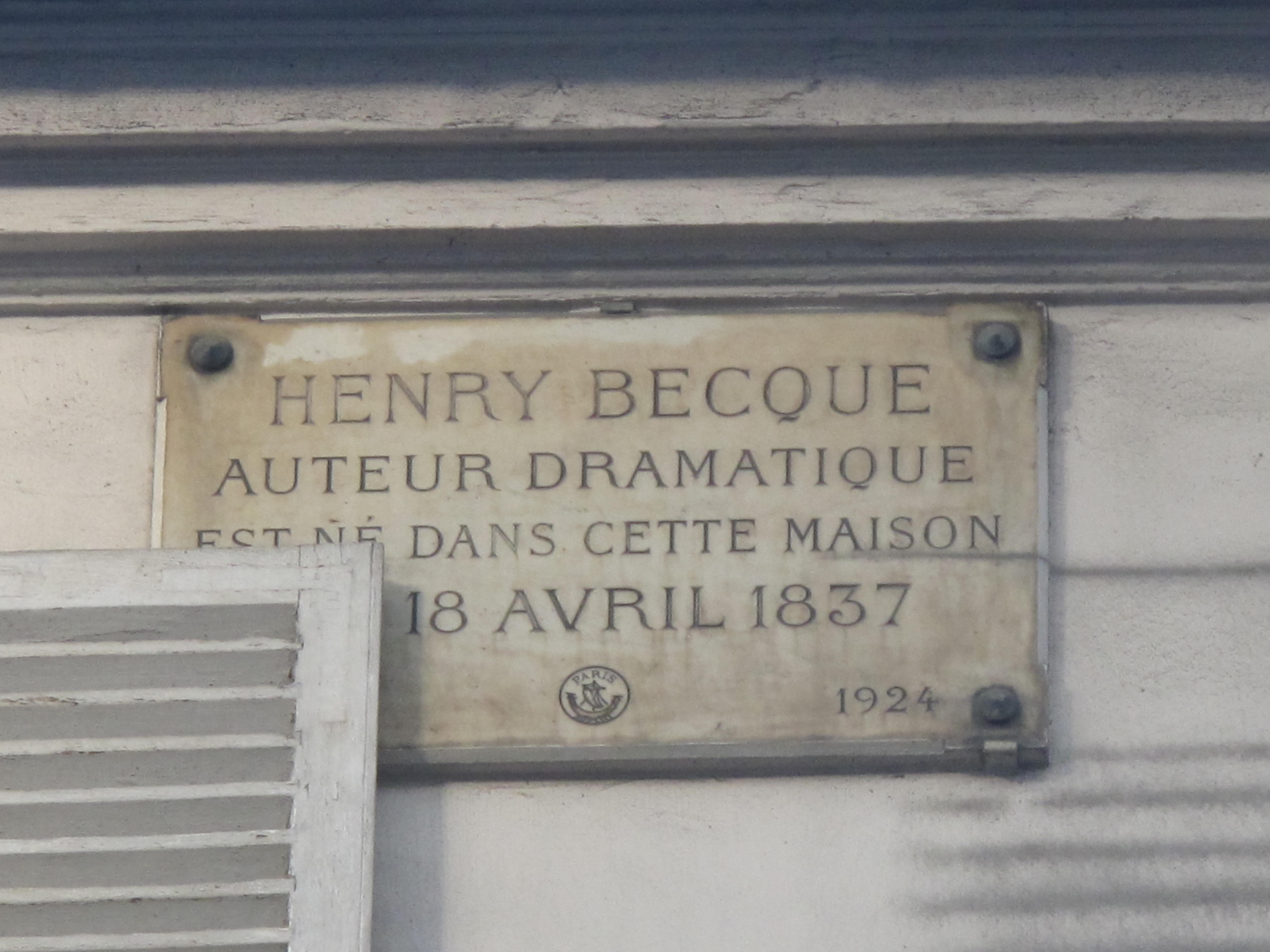
Plaque au no 20.

- No 20 : maison natale d'Henry Becque, auteur dramatique (1837-1899). Une plaque commémorative a été apposée sur la façade, en 1924, à l'occasion du 25e anniversaire de sa mort.
- No 35 : collège Bossuet Notre-Dame, établissement privé catholique sous contrat avec l'État, fondé en 1906[5].
- No 37 : le peintre Pierre-Laurent Baeschlin y vécut.
- No 50 : Michel Izraelski, père de la résistante Zlata Izraelski, y tenait un magasin de confection pour dames[6].
- No 51 : anciennement immeuble du Grand Occident de France. Jules Guérin, journaliste antisémite et anti-franc-maçon, y soutint avec des amis, du 13 août au 20 septembre 1899, un siège mémorable contre la police, où celle-ci les arrêta. D'où l'expression « fort Chabrol ».
- No 63 : Le Furet Tanrade y perpétue depuis 1990 la tradition de la Maison Tanrade, la plus ancienne marque de confiture de Paris, fondée en 1728 (11, rue Rameau puis 18, rue Vignon) ; il est aujourd'hui dirigé par le confiseur, maître chocolatier et pâtissier Alain Furet. C'est également à cette adresse qu'est née Marie Laurencin le 31 octobre 1883[7].
- No 65 : Charles Lemaire y est mort.

## Sources
- Napoléon Chaix, Paris guide, 1807, Librairie internationale.
- Jacques Hillairet, Dictionnaire historique des rues de Paris, Paris, Les Éditions de minuit, 1972, 1985, 1991, 1997, etc. (1re éd. 1960), 1 476 p., 2 vol.  [détail des éditions] (ISBN 2-7073-1054-9, OCLC 466966117).